# Jaulín (kommunhuvudort)
Jaulín är en kommunhuvudort i Spanien.   Den ligger i provinsen Provincia de Zaragoza och regionen Aragonien, i den nordöstra delen av landet, 250 km nordost om huvudstaden Madrid. Jaulín ligger 513 meter över havet och antalet invånare är 322.
Terrängen runt Jaulín är kuperad åt sydväst, men åt nordost är den platt. Runt Jaulín är det glesbefolkat, med 9 invånare per kvadratkilometer. Närmaste större samhälle är Muel, 7,9 km väster om Jaulín. Omgivningarna runt Jaulín är i huvudsak ett öppet busklandskap.